# Liza Minnelliová
Liza May Minnelliová (nepřechýleně Minnelli; * 12. března 1946 Hollywood, Kalifornie, USA) je americká zpěvačka a herečka, držitelka Oscara za nejlepší ženský herecký výkon ve filmovém muzikálu Kabaret (1972). Roku 1965, ve svých 19 letech, získala cenu Tony za výkon v divadelním muzikálu Flora the Red Menace a je dosud nejmladší držitelkou této ceny. Je dcerou slavné hollywoodské herečky Judy Garlandové a režiséra Vincente Minnelliho. Pověstná je její popularita mezi mužskými homosexuály, časopis Out ji roku 2014 zařadil mezi 12 největších ženských „gay ikon“ všech dob.

## Diskografie
- 1963: Best Foot Forward (soundtrack)
- 1963: Liza! Liza!
- 1964: Judy Garland and Liza Minnelli Live at the London Palladium
- 1965: Flora the Red Menace (soundtrack)
- 1965: It Amazes Me
- 1966: There Is a Time
- 1966: The Dangerous Christmas of Red Riding Hood (soundtrack)
- 1968: Liza Minnelli
- 1970: Come Saturday Morning
- 1970: New Feelin'
- 1972: Liza Minnelli: Live at the Olympia in Paris
- 1972: Cabaret (soundtrack)
- 1972: Liza with a 'Z' (soundtrack)
- 1973: The Singer
- 1974: Liza Minnelli: Live at the Winter Garden
- 1975: Lucky Lady (soundtrack)
- 1976: A Matter of Time (soundtrack)
- 1977: New York, New York (soundtrack)
- 1977: Tropical Nights
- 1978: The Act (Original Cast Recording)
- 1984: The Rink (Original Cast Recording)
- 1987: Liza Minnelli: Live at Carnegie Hall
- 1989: Results
- 1991: Stepping Out (soundtrack)
- 1992: Liza: Live from Radio City Music Hall
- 1995: Paris (spolu s Charlesem Aznavourem)
- 1996: The Life: A New Musical
- 1996: Gently
- 1999: Minnelli on Minnelli: Live at the Palace
- 2002: Liza's Back
- 2009: Liza's At The Palace
- 2010: Confessions